# Gesù nell'arte
La persona di Gesù e gli eventi a lui relativi narrati nel Nuovo Testamento hanno ispirato opere artistiche e culturali per i successivi due millenni.

## Iconografia

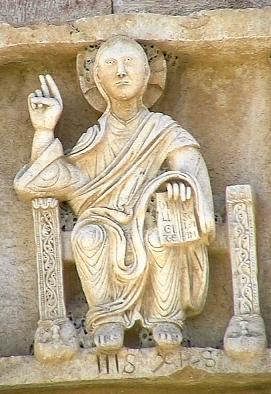
Cristo sul trono, particolare del portale della Chiesa di San Tommaso Apostolo, Caramanico Terme.

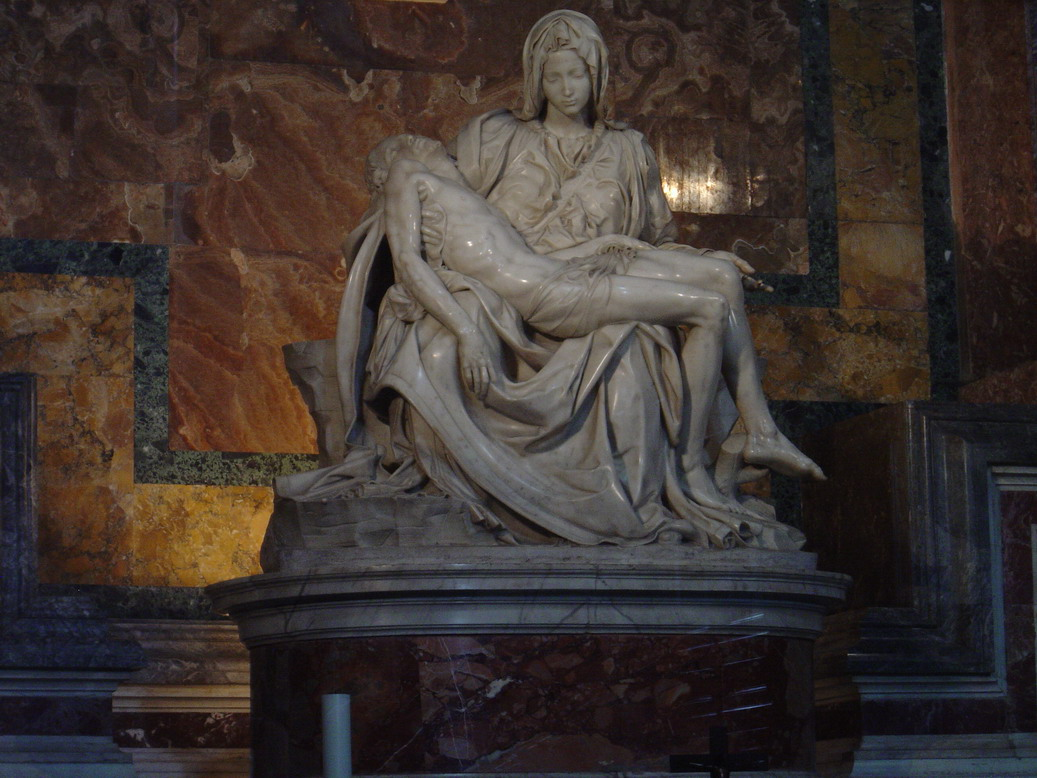
La Pietà di Michelangelo Buonarroti

Dal II al IV secolo le testimonianze scritte descrivono Gesù in maniera contrastante. In particolare nel III secolo viene ritratto in ambienti gnostici e sincretisti assieme ad altri filosofi.
Nei primi secoli del Cristianesimo non si hanno rappresentazioni dirette di Gesù, ma piuttosto simboli o immagini allegoriche, come il Pescatore (l'acronimo del pesce in greco aveva un significato noto fra i primi cristiani perseguitati), il Buon Pastore, il Basileus, il Maestro o lo stesso Orfeo derivato dalla tradizione classica.
Nel periodo tardo antico, con la secolarizzazione del culto cristiano e il distacco dalla tradizione ebraica, si diffondono rappresentazioni dirette di Gesù, raffigurato come giovane imberbe fino al VI secolo; entro il IV secolo compare anche il Gesù barbuto e con i capelli lunghi, che diventerà la sua raffigurazione canonica (ad es. miniature dell'Evangeliario siriaco di Rãbulã, Firenze, Laurenziana; mosaici di S. Apollinare Nuovo a Ravenna).
Successivamente il Gesù imberbe scompare dall'oriente mentre appare talvolta nell'arte carolingia e romanica. L'affermarsi dell'immagine barbuta venne influenzata dall'affermarsi di immagini ritenute autentiche come il Mandylion e la Sacra Sindone. In età bizantina l'iconografia di Gesù viene codificata rigorosamente, anche a seguito della disputa sull'iconoclastia.
Dal Rinascimento si ha in Occidente un'evoluzione, rompendo la fissità delle raffigurazioni bizantine. In quest'epoca la figura di Gesù si laicizza e diventa il prototipo dell'uomo perfetto, come nelle rappresentazioni coeve del Salvator mundi. Tale visione avrà il suo massimo esponente in Michelangelo che nel Giudizio universale recupera l'immagine paleocristiana del Cristo imberbe.

## Musica
Per quanto riguarda la musica sacra, bisogna distinguere fra la musica utilizzata nella chiesa durante le funzioni religiose, nella quale i riferimenti a Gesù sono solitamente definiti dalla liturgia, e la musica da oratorio, una sorta di melodramma sacro che in alcuni casi si è ispirata direttamente alla vita di Gesù. Famose sono le cantate e le passioni di Johann Sebastian Bach, ispirate ai Vangeli festivi del calendario luterano e l'oratorio di Georg Friedrich Händel "il Messiah", composto per l'esecuzione teatrale.
Nel 1970 Fabrizio De André ha dedicato alla vita di Gesù il concept album La buona novella, tratto dalla lettura dei Vangeli apocrifi svolta con Roberto Dané. Lo stesso De André, tuttavia, ripropone figure legate a Gesù in molte delle sue canzoni.
Nel 1988 Alessandro Bono dedica a Gesù intitolata Gesù Cristo, una canzone di disperazione metropolitana (tipica di quegli anni schiavi dell'AIDS) pubblicata nell'omonimo album.

## Cinema
Dal XX secolo la vita di Gesù è diventato anche un soggetto cinematografico, con esiti talvolta controversi. Sono qui sotto riportati esclusivamente i film storici e religiosi nei quali è trattata la vita di Gesù.
| Anno | Film                                                                            | Attore | Note                                                                                         |
| ---- | ------------------------------------------------------------------------------- | --- | -------------------------------------------------------------------------------------------- |
| 1897 | The Horitz Passion Play                                                         | Jordan Willochko | Cortometraggio                                                                               |
| 1898 | La Vie et la Passion de Jésus-Christ                                            | Gaston Breteau | Cortometraggio                                                                               |
| 1898 | The Passion Play of Oberammergau                                                | Frank Russell | Cortometraggio                                                                               |
| 1909 | Le baiser de Judas                                                              | Albert Lambert | Cortometraggio                                                                               |
| 1911 | Riabilitazione (Though Your Sins Be as Scarlet)                                 | Charles Kent | Cortometraggio                                                                               |
| 1911 | The Battle Hymn of the Republic                                                 | Maurice Costello | Cortometraggio                                                                               |
| 1912 | The Holy City                                                                   | Robert Frazer | Cortometraggio                                                                               |
| 1912 | From the Manger to the Cross; or, Jesus of Nazareth                             | Robert Henderson-Bland Percy Dyer (giovane)                                                                                                 |                                                                                              |
| 1912 | Pilgrim's Progress                                                              | Clifford Leigh |                                                                                              |
| 1912 | Satana                                                                          | Mario Voller-Buzzi |                                                                                              |
| 1913 | The Three Wise Men                                                              | Fred Huntley | Cortometraggio                                                                               |
| 1913 | Thus Saith the Lord                                                             | Robert Frazer | Cortometraggio                                                                               |
| 1914 | La Passion                                                                      | Jacques Normand Gabriel Briand (bambino) |                                                                                              |
| 1914 | The Last Supper                                                                 | Sydney Ayres | Cortometraggio                                                                               |
| 1914 | Christus                                                                        | Alessandro Rocca |                                                                                              |
| 1915 | The Legend Beautiful                                                            | Edward Coxen |                                                                                              |
| 1916 | Christus                                                                        | Alberto Pasquali Renato Visca (Gesù a 12 anni)                                                                                              |                                                                                              |
| 1917 | O aniforos tou Golgotha                                                         | Yorgos Ploutis |                                                                                              |
| 1918 | Restitution                                                                     | Harold Quintin Driscoll (ragazzo) Howard Gaye (adulto)                                                                                      |                                                                                              |
| 1919 | Redenzione                                                                      | Alberto Pasquali |                                                                                              |
| 1921 | Der Galiläer                                                                    | Adolf Faßnacht |                                                                                              |
| 1921 | The Twice Born Woman                                                            | Alberto Pasquali |                                                                                              |
| 1923 | I.N.R.I.                                                                        | Gregori Chmara Erik Ode (bambino) |                                                                                              |
| 1925 | Ben-Hur: A Tale of the Christ                                                   | Claude Payton |                                                                                              |
| 1927 | Il re dei re (The King of Kings)                                                | H.B. Warner |                                                                                              |
| 1928 | Jesus of Nazareth                                                               | Philip Van Loan |                                                                                              |
| 1935 | Golgota (Golgotha)                                                              | Robert Le Vigan |                                                                                              |
| 1939 | The Great Commandment                                                           | Irving Pichel |                                                                                              |
| 1942 | Jesús de Nazareth                                                               | José Cibrián |                                                                                              |
| 1946 | Maria di Magdala (María Magdalena, pecadora de Magdala)                         | Luis Alcoriza |                                                                                              |
| 1948 | Reina de reinas: La Virgen María                                                | Daniel Pastor (bambino) Luis Alcoriza |                                                                                              |
| 1949 | The Pilgrimage Play                                                             | Nelson Leigh |                                                                                              |
| 1949 | Which Will Ye Have?                                                             | Lewis Stringer | Cortometraggio                                                                               |
| 1950 | Mater dei                                                                       | Giorgio Costantini |                                                                                              |
| 1951 | The Living Christ Series                                                        | Robert Wilson Crisy Larson (bambino) | Miniserie TV                                                                                 |
| 1951 | Behold the Man!                                                                 | Charles P. Carr |                                                                                              |
| 1951 | Quo vadis (Quo Vadis)                                                           | Robin Hughes |                                                                                              |
| 1952 | The Living Bible                                                                | Nelson Leigh | Serie TV                                                                                     |
| 1952 | The Living Bible: Last Journey to Jerusalem                                     | Nelson Leigh | Cortometraggio                                                                               |
| 1952 | Kalbaryo ni Hesus                                                               | Jennings Sturgeon |                                                                                              |
| 1952 | El mártir del Calvario                                                          | Enrique Rambal |                                                                                              |
| 1952 | Le chemin de Damas                                                              | Maurice Teynac |                                                                                              |
| 1953 | "Triumphant Hour", episodio della serie Family Theatre                          | Basil Tellou |                                                                                              |
| 1953 | "I Beheld His Glory", episodio della serie Family Theatre                       | Robert Wilson |                                                                                              |
| 1953 | Jesus of Nazareth                                                               | Tom Fleming | Serie TV                                                                                     |
| 1953 | La tunica (The Robe)                                                            | Donald C. Klune Cameron Mitchell (voce) |                                                                                              |
| 1954 | Il figlio dell'uomo                                                             | Eugenio Valenti |                                                                                              |
| 1954 | Il bacio di Giuda (El beso de Judas)                                            | José Nieto |                                                                                              |
| 1954 | Day of Triumph                                                                  | Robert Wilson |                                                                                              |
| 1958 | La redenzione                                                                   | Ubaldo Lay (voce) | Documentario                                                                                 |
| 1958 | The Power of the Resurrection                                                   | Jon Shepodd |                                                                                              |
| 1959 | ...E abitò fra noi (El Salvador)                                                | N.D. |                                                                                              |
| 1959 | Resta con noi (El amo)                                                          | N.D. |                                                                                              |
| 1959 | I suoi non lo riconobbero (El redentor)                                         | Luis Álvarez Macdonald Carey (voce) |                                                                                              |
| 1959 | Ben-Hur (Ben-Hur)                                                               | Claude Heater |                                                                                              |
| 1961 | Laudes Evangelii                                                                | Angelo Pietri | Film TV                                                                                      |
| 1961 | "The Coventry Mystery Cycle: Part Three", episodio della serie Look Up and Live | John Neumeier |                                                                                              |
| 1961 | Il re dei re (King of Kings)                                                    | Jeffrey Hunter |                                                                                              |
| 1961 | Barabbas (Barabbas)                                                             | Rocco Roy Mangano |                                                                                              |
| 1962 | Ponzio Pilato                                                                   | John Drew Barrymore |                                                                                              |
| 1963 | Atto di primavera (Acto da Primavera)                                           | Nicolau Nunes Da Silva |                                                                                              |
| 1964 | Il Vangelo secondo Matteo                                                       | Enrique Irazoqui |                                                                                              |
| 1965 | La più grande storia mai raccontata (The Greatest Story Ever Told)              | Max von Sydow |                                                                                              |
| 1966 | Cristo                                                                          | Edward de Souza (voce) | Cortometraggio                                                                               |
| 1966 | Dawn of Victory                                                                 | Jason Evers | Cortometraggio                                                                               |
| 1966 | El proceso de Cristo                                                            | Enrique Rocha |                                                                                              |
| 1967 | The Crowning Gift                                                               | Michael Gwynn |                                                                                              |
| 1967 | "Barrabas", episodio della serie Teatterituokio                                 | Lars Svedberg |                                                                                              |
| 1967 | Heeft geleden onder Pontius Pilatus                                             | Arnold Willems | Film TV                                                                                      |
| 1969 | De dood van een mens                                                            | Ugo Prinsen | Film TV                                                                                      |
| 1969 | "Son of Man", episodio della serie The Wednesday Play                           | Colin Blakely |                                                                                              |
| 1969 | La via lattea (La voie lactée)                                                  | Bernard Verley |                                                                                              |
| 1970 | Neither Are We Enemies                                                          | Madison Mason | Film TV                                                                                      |
| 1971 | The Thorn                                                                       | John Bassberger |                                                                                              |
| 1971 | A Vida de Jesus Cristo                                                          | Hemir Valvassori Donizetti Vago (bambino)                                                                                                   |                                                                                              |
| 1971 | Jesús, nuestro Señor                                                            | Claudio Brook |                                                                                              |
| 1971 | Jesús, el niño Dios                                                             | Alfredo Melher |                                                                                              |
| 1972 | Jesús, María y José                                                             | José Alberto Castro (Gesù a 5 anni) Jorge España (Gesù a 8 anni) David Bravo (Gesù a 12 anni)                                               |                                                                                              |
| 1972 | "The Crucifixion of Jesus", episodio della serie Appuntamento con il destino    | Rob Greenblatt |                                                                                              |
| 1973 | Godspell: A Musical Based on the Gospel According to St. Matthew                | Victor Garber | Musical                                                                                      |
| 1973 | Gospel Road: A Story of Jesus                                                   | Robert Elfstrom Robert Elfstrom Jr. (bambino)                                                                                               |                                                                                              |
| 1973 | Jesus Christ Superstar (Jesus Christ Superstar)                                 | Ted Neeley | Musical                                                                                      |
| 1974 | Sangue più fango uguale logos passione                                          | N.D. |                                                                                              |
| 1975 | Il messia                                                                       | Pier Maria Rossi Mustapha Ferchiou (bambino)                                                                                                |                                                                                              |
| 1976 | The Passover Plot                                                               | Zalman King |                                                                                              |
| 1977 | Juudas Iskariot                                                                 | Lars Svedberg | Film TV                                                                                      |
| 1977 | Gesù di Nazareth                                                                | Robert Powell Immad Cohen (giovane) Lorenzo Monet (Gesù a 12 anni)                                                                          | Sceneggiato TV                                                                               |
| 1977 | Gesù di Nazareth                                                                | Robert Powell Immad Cohen (giovane) Lorenzo Monet (Gesù a 12 anni)                                                                          | Riduzione cinematografica dello sceneggiato televisivo                                       |
| 1978 | La passion                                                                      | Alain Claessens | Film TV                                                                                      |
| 1978 | Karunamayudu                                                                    | Vijayachander |                                                                                              |
| 1979 | In Search of Historic Jesus                                                     | John Rubinstein |                                                                                              |
| 1979 | Jesus                                                                           | Brian Deacon |                                                                                              |
| 1980 | La vida de nuestro señor Jesucristo                                             | Claudio Brooks |                                                                                              |
| 1980 | The Day Christ Died                                                             | Chris Sarandon | Film TV                                                                                      |
| 1985 | The Fourth Wise Man                                                             | James Farentino | Film TV                                                                                      |
| 1986 | Jesus - Der Film                                                                | Michael Brynntrup Rocco Hamm Björn Kuhlbrodt                                                                                                |                                                                                              |
| 1987 | Un bambino di nome Gesù                                                         | Matteo Bellina Brianne Siddall (voce) Alessandro Gassmann (adulto)                                                                          | Film TV                                                                                      |
| 1988 | He Is Risen                                                                     | Ivan Crossland (voce) | Cortometraggio d'animazione                                                                  |
| 1988 | L'ultima tentazione di Cristo                                                   | Willem Dafoe |                                                                                              |
| 1989 | The Miracles of Jesus                                                           | Ivan Crossland (voce) | Cortometraggio d'animazione uscito in home video                                             |
| 1990 | Saul of Tarsus                                                                  | Ivan Crossland (voce) | Cortometraggio d'animazione uscito in home video                                             |
| 1990 | The Easter Story                                                                | Joe Spano (voce) | Cortometraggio d'animazione uscito in home video                                             |
| 1990 | John the Baptist                                                                | Ivan Crossland (voce) | Cortometraggio d'animazione uscito in home video                                             |
| 1991 | Pilát Pontský, onoho dne                                                        | Ondrej Vetchý | Film TV                                                                                      |
| 1991 | Incident in Judaea                                                              | Mark Rylance | Film TV                                                                                      |
| 1991 | Es wäre gut, daß ein Mensch würde umbracht für das Volk                         | Christoph Quest |                                                                                              |
| 1992 | The Lamb of God                                                                 | Mark Deakins | Cortometraggio                                                                               |
| 1993 | The Visual Bible: Matthew                                                       | Bruce Marchiano |                                                                                              |
| 1994 | The Visual Bible: Acts                                                          | Bruce Marchiano |                                                                                              |
| 1995 | Marie de Nazareth                                                               | Didier Bienaimé Neil Boulane (bambino) |                                                                                              |
| 1995 | Jesus, the Son of God                                                           | Ivan Crossland (voce) Jonathan Best (voce Gesù da giovane)                                                                                  | Cortometraggio d'animazione uscito in home video                                             |
| 1995 | The Revolutionary                                                               | John Kay Steel | Uscito in home video                                                                         |
| 1996 | Kristo                                                                          | Mat Ranillo III |                                                                                              |
| 1996 | The Revolutionary II                                                            | John Kay Steel | Uscito in home video                                                                         |
| 1996 | Verhalen uit de bijbel                                                          | Barthel van Lint | Miniserie TV                                                                                 |
| 1996 | A Última Semana                                                                 | Dênis Derkian | Miniserie TV                                                                                 |
| 1996 | The Glory of the Resurrection                                                   | Danny York | Serie TV musicale                                                                            |
| 1997 | El sueño de Cristo                                                              | Ángel García del Val Angel Garcia (bambino)                                                                                                 |                                                                                              |
| 1998 | Yesu                                                                            | Se-han Kim (voce) | Film d'animazione                                                                            |
| 1998 | I giardini dell'Eden                                                            | Kim Rossi Stuart Asher Coher (bambino) |                                                                                              |
| 1999 | Jésus                                                                           | Arnaud Giovaninetti | Film TV                                                                                      |
| 1999 | Maria, madre di Gesù (Mary, Mother of Jesus)                                    | Gabor Gulyas (bambino) Toby Bailiff (giovane) Christian Bale (adulto)                                                                       | Film TV                                                                                      |
| 1999 | Jesus (Jesus)                                                                   | Jeremy Sisto Josh Maguire (giovane) | Film TV                                                                                      |
| 2000 | Maria, figlia del suo figlio                                                    | Nicholas Rogers Gianmarco Giovi (Gesù a 12 anni)                                                                                            | Film TV                                                                                      |
| 2000 | Gli amici di Gesù - Giuseppe di Nazareth                                        | Jurij Gentilini |                                                                                              |
| 2000 | The Testaments: Of One Fold and One Shepherd                                    | Tomas Kofod |                                                                                              |
| 2000 | C'era una volta Gesù (The Miracle Maker)                                        | Ralph Fiennes (voce) | Film d'animazione                                                                            |
| 2000 | Gli amici di Gesù - Maria Maddalena                                             | Danny Quinn | Film TV                                                                                      |
| 2000 | Jesus - Ragazzi all'inseguimento di Gesù (The Story of Jesus for Children)      | Brian Deacon | Uscito in home video con scene di repertorio tratte da Jesus                                 |
| 2001 | The Cross                                                                       | Larry Salberg Aaron Fisher (giovane) |                                                                                              |
| 2001 | Gli amici di Gesù - Giuda                                                       | Danny Quinn | Film TV                                                                                      |
| 2001 | Gli amici di Gesù - Tommaso                                                     | Danny Quinn | Film TV                                                                                      |
| 2001 | Jesus: The Complete Story                                                       | Liron Levo Amit Alon (ragazzo) | Film TV                                                                                      |
| 2002 | San Giovanni - L'apocalisse (The Apocalypse)                                    | Jan Michelini | Film TV                                                                                      |
| 2003 | Ben Hur                                                                         | Scott McNeil (voce) | Film d'animazione uscito in home video                                                       |
| 2003 | The Visual Bible: The Gospel of John                                            | Henry Ian Cusick |                                                                                              |
| 2003 | Maria, la madre del figlio di Dio (Maria, Mãe do Filho de Deus)                 | Luigi Baricelli Bruno Cariati (Gesù a 7 anni)                                                                                               |                                                                                              |
| 2004 | The Copper Scroll of Mary Magdalene                                             | Gene Shane Andre Philippe (voce) |                                                                                              |
| 2004 | La Passione di Cristo (The Passion of the Christ)                               | Jim Caviezel | Andrea Refuto (giovane)                                                                      |
| 2004 | Judas                                                                           | Jonathan Scarfe | Film TV                                                                                      |
| 2005 | Matthew 26:17                                                                   | Brian Groh |                                                                                              |
| 2005 | The Life and the Passion of Christ                                              | Natalie Merrill (neonato) Dakota Carter (Gesù a 7 anni) Daniel Hope (Gesù a 12 anni) Daniel Szumilas (Gesù a 12 anni) Jesse Jensen (adulto) | Film TV                                                                                      |
| 2005 | San Pietro                                                                      | Johannes Brandrup | Film TV                                                                                      |
| 2005 | Science of the Bible                                                            | Hayati Akbas Anthony Pavelich | Serie TV documentaristica                                                                    |
| 2006 | La sacra famiglia                                                               | Brando Pacitto | Film TV                                                                                      |
| 2006 | L'inchiesta                                                                     | Fabrizio Bucci |                                                                                              |
| 2007 | Mesih                                                                           | Ahmad Soleimani Nia | L'opera descrive la vita e il personaggio del profeta Gesù Cristo dalla prospettiva islamica |
| 2008 | The Passion                                                                     | Joseph Mawle | Miniserie TV                                                                                 |
| 2009 | The Christmas Story                                                             | Shannon Hilbrands (baby) Jacquie Drake (baby)                                                                                               | Cortometraggio                                                                               |
| 2010 | The Messiah Jesus, the Spirit of God                                            | Ahmad Soleimani Nia | Serie TV                                                                                     |
| 2010 | Ben-Hur                                                                         | Julian Casey |                                                                                              |
| 2010 | Io sono con te                                                                  | Mohamed Idoudi |                                                                                              |
| 2011 | The Lion of Judah                                                               | Bruce Marchiano (voce) | Film d'animazione                                                                            |
| 2012 | Apostle Peter and the Last Supper                                               | Bruce Marchiano |                                                                                              |
| 2012 | Jesus Christ Superstar - Live Arena Tour                                        | Ben Forster |                                                                                              |
| 2012 | "Empires", episodio della serie Mankind - La storia di tutti noi                | Asaf B. Goldfrid | Miniserie TV                                                                                 |
| 2012 | Barabba (Barabbas)                                                              | Marco Foschi | Film TV                                                                                      |
| 2012 | Maria di Nazaret                                                                | Andreas Pietschmann | Film TV                                                                                      |
| 2013 | La Bibbia (The Bible)                                                           | Diogo Morgado | Serie TV                                                                                     |
| 2014 | Son of God                                                                      | Diogo Morgado |                                                                                              |

## Letteratura
- Aslan, il leone protagonista della saga letteraria fantasy Le cronache di Narnia di C.S. Lewis, è descritto come una versione alternativa di Gesù, una forma che il Messia avrebbe avuto se fosse apparso in un altro mondo, come confermato anche dalle parole del personaggio stesso (egli dichiara di esistere anche sulla Terra, ma con un nome differente). In